# Greg Norman
Greg Norman (født 10. februar 1955) er en australsk professionel golfspiller som var rangeret som verdens bedste spiller i 331 uger 1980'erne og 1990'erne. Han har tilnavnet The Great White Shark.
Norman vant The Open Championship to gange, i 1986 og 1993. I 1986 førte han alle fire major-turneringer efter tredje runde, men vandt kun The Open. Han mistede sejren i PGA Championship efter at Bob Tway holede et bunker-slag, og i The Masters året efter tabte han til Larry Mize, som puttede et 40-meters chip i hullet. Hans nok mest kendte runde var i The Masters i 1996, da han tabte en føring på seks slags før sidste runde og tabte turneringen til Nick Faldo med fem slag.
Normans sympatiske væsen har gjort ham til den perfekte talsmand for en række produkter, bl.a. det vanlige spekter af golfutstyr, men også mange andre produkter. Samtidig med at han har fortsat med at spille turneringer, har hans forretninger taget stadig mere af hans tid. Hans personlige formue er anslået til at være på flere hundrede millioner amerikanske dollars.